# Drepanulatrix fumosa
Drepanulatrix fumosa là một loài bướm đêm trong họ Geometridae.